# Natalina Vacchi
(Lorenza Vacchi)
Natalina Vacchi (Ravenna, 20 maggio 1914 – Ravenna, 25 agosto 1944) è stata una partigiana italiana.

## Biografia
Collegata clandestinamente al PCI, entrò a far parte della Resistenza nel ravennate dopo l'Armistizio dell'8 settembre 1943, conosciuta con il diminutivo Lina o anche come la Bionda.

Operaia attiva politicamente all'interno della sua fabbrica, la Callegari, contribuì in maniera significativa alla riuscita degli scioperi del marzo/maggio 1944 a Ravenna.
Capo servizio sanitario del Distaccamento "Terzo Lori" della 28ª Brigata Garibaldi "Mario Gordini", venne catturata a seguito dell'uccisione, da parte del gappista Umberto Ricci (Napoleone), del temuto brigatista nero della "Ettore Muti" Leonida Bedeschi (Catìveria), indicatogli proprio dalla Vacchi mentre casualmente stava sopraggiungendo in sella al suo motociclo.

Dopo lunghi e pesanti interrogatori fu condannata a morte per rappresaglia assieme ad altri prigionieri: lo stesso Umberto Ricci (21 anni), Domenico Di Janni (30 anni), Augusto Graziani (19 anni), Mario Montanari (29 anni), Michele Pascoli (39 anni), Raniero Ranieri, Aristodemo Sangiorgi, Valsano Sirilli (28 anni), Edmondo Toschi (40 anni), Giordano Vallicelli (20 anni) e Pietro Zotti (22 anni).

La sentenza fu eseguita il 25 agosto 1944 a Ravenna, presso il Ponte degli Allocchi (che in seguito verrà rinominato Ponte dei Martiri).

Lina e Napoleone furono uccisi per ultimi, impiccati dopo essere stati costretti ad assistere alla fucilazione dei compagni.